# Дермансько-Острозький національний природний парк
Де́рмансько-Остро́зький національний природний парк — природоохоронна територія, національний природний парк в Україні. Розташований на території Рівненського району Рівненської області
Парк розташований у найвужчій, східній, частині Малого Полісся — Острозькій долині. Охоплює територію заплави річки Збитинка, що протікає між мальовничими пагорбами Мізоцького кряжу та Кременецькими горами. Парк розташований на перетині меж різних фізико-географічних областей. Тут вузька смуга поліських ландшафтів дна річкової долини оточена краєвидами, характерними для лісостепової зони в межах двох височин — Волинської та Подільської. Це, а також незначна кількість населених пунктів, зумовило багатство рослинного і тваринного світу парку. Флора парку налічує 954 види рослин, мікобіота — 164 види, а фауна — 1013 видів. Тут зростає 51 вид рослин і трапляється 68 видів тварин, занесених до Червоної книги України.
Завдяки своєму розташуванню та розмаїттю ландшафтів Дермансько-Острозький національний природний парк є справжньою окрасою південної частини Рівненської області.

## Історія
Природний парк створено 11 грудня 2009 року згідно з указом Президента України Віктора Ющенка з метою збереження цінних природних територій та історико-культурних об'єктів. До території національного природного парку «Дермансько-Острозький» погоджено в установленому порядку включення 5448,3 гектара земель державної власності, а саме: 1647,6 гектара земель, що надаються (у тому числі із вилученням у землекористувачів) національному природному парку в постійне користування, і 3800,7 гектара земель, які включаються до його складу без вилучення.

## Процес створення
Згідно з указом президента Кабінет Міністрів України повинен:
1. Забезпечити:
  1. Вирішення питання щодо утворення адміністрації національного природного парку «Дермансько-Острозький» та забезпечення її функціонування;
  2. Затвердження у шестимісячний строк у встановленому порядку Положення про національний природний парк «Дермансько-Острозький»;
  3. Підготовку протягом 2010—2011 років матеріалів та вирішення відповідно до законодавства питань щодо вилучення та надання у постійне користування національному природному парку «Дермансько-Острозький» 1647,6 гектара земель, а також розроблення проєкту землеустрою щодо відведення земельних ділянок і проєкту землеустрою з організації та встановлення меж території національного природного парку, отримання державних актів на право постійного користування земельними ділянками;
  4. Розроблення протягом 2010—2012 років та затвердження в установленому порядку Проєкту організації території національного природного парку «Дермансько-Острозький», охорони, відтворення та рекреаційного використання його природних комплексів і об'єктів;
  5. Підготовку у 2010—2012 роках матеріалів щодо розширення території національного природного парку «Дермансько-Острозький» відповідно до наукового обґрунтування;
2. Передбачати під час доопрацювання проєкту Закону України «Про Державний бюджет України на 2010 рік» та підготовки проєктів законів про Державний бюджет України на наступні роки кошти, необхідні для функціонування національного природного парку «Дермансько-Острозький».

### Території природно-заповідного фонду у складі НПП «Дермансько-Острозький»
Нерідко, оголошенню національного парку або заповідника передує створення одного або кількох об'єктів природно-заповідного фонду місцевого значення. В результаті, великий НПП фактично поглинає раніше створені ПЗФ. Проте їхній статус зазвичай зберігають. 

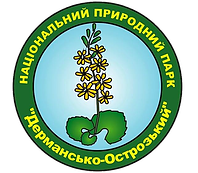
Логотип парку

До складу території національного природного парку «Дермансько-Острозький» входять такі об'єкти ПЗФ України: 
- Заказник загальнодержавного значення «Бущанський», ботанічний
- Заказник місцевого значення «Збитенський», гідрологічний
- Заказник місцевого значення «Збитенський», орнітологічний
- Заказник місцевого значення «Мізоцький кряж», геологічний
- Заказник місцевого значення «Урочище Бір», ботанічний
- Заказник місцевого значення «Заплава річки Збитинка», ботанічний
- Заказник місцевого значення «Болото Кругляк», ботанічний
- Заказник місцевого значення «Ольхава», лісовий
- Заказник місцевого значення «Північно-Мостівський», ландшафтний
- Заказник місцевого значення «Південно-Мостівський», ландшафтний
- Заповідне урочище «Урочище Будки», лісове
- Заповідне урочище «Урочище Мостівське», лісове
- Заповідне урочище «Урочище Пекло», лісове
- Заповідне урочище «Урочище Зіньків камінь», лісове
- Заповідне урочище «Урочище Турова могила», лісове
- Пам'ятка природи місцевого значення «Джерело Ринва», гідрологічна